# Lenda do pássaro azul
A lenda do pássaro azul é uma lenda da região conhecida como Alta Araraquarense do Estado de São Paulo e tenta explicar a fundação da cidade de São José do Rio Preto como um ato sobrenatural.

## História
A história da região de São José do Rio Preto começa com a vinda dos desbravadores de Minas Gerais. Tais viajantes procuravam terras brutas no objetivo de acumular riquezas.
É contado que nos idos de 1845, Luiz António da Silveira, seu irmão e um amigo pisaram no solo rio-pretense trazendo alimentos, escravos e todos os suprimentos necessários para a empreitada, desbravando desde Bebedouro do Turvo até o local onde hoje esta a cidade de São José do Rio Preto. Ao percorrer a região foram se apossando das vertentes dos córregos Espraiado, Canela e córrego Borá, que vão desaguar no Rio Preto.
Na tentativa de expandir as conquistas partiram mata adentro se perdendo na busca.

## Promessa e revelação
Após três dias, exaustos, famintos e sem encontrar o caminho de volta ao acampamento rezaram a Deus com fé fervorosa. Invocaram aos santos padroeiros fazendo promessas de doações de terras se conseguissem voltar vivos para suas famílias. Foram feitas promessas para São Vicente Ferrer, Nossa Senhora do Carmo e São José. Conta-se que ainda ajoelhados apareceu um belo pássaro azul, que se pós a voar entre eles indicando o caminho. Caminharam por muito tempo até chegar ao local de origem, momento em que o pássaro desapareceu.

## Dados Relevantes
São José do Rio Preto, Engenheiro Schmitt e Ipiguá, e mais os atuais municípios de Catanduva, Mirassol, Monte Aprazível, Ibirá, José Bonifácio, Potirendaba, Cedral, Uchoa, Nova Granada, Palestina, Pereira Barreto, Onda Verde e Talhado eram as extensas superfícies que constituíram no passado o município de São José do Rio Preto, de modo que seu nome corresponde a tudo que se chama também Alta Araraquarense. Apesar de recortada, São José do Rio Preto continua a ver gravitando em torno de sua órbita cultural, comercial e religiosa (pois é sede do mais antigo bispado regional) tudo que lhe pertenceu geograficamente, pela unidade criada dentro da região por características que apontam o velho município dentro da comunidade de São Paulo. Estas características especiais vêm das seguintes condições: sua colonização feita por mineiros, tomadores da posse das terras, populações brancas ou aparentemente brancas, a que se juntaram caboclos machadeiros baianos à época da derrubada das matas - grupo brasileiro de que veio o profundo espírito da terra encontrado pelo emigrante pós período.

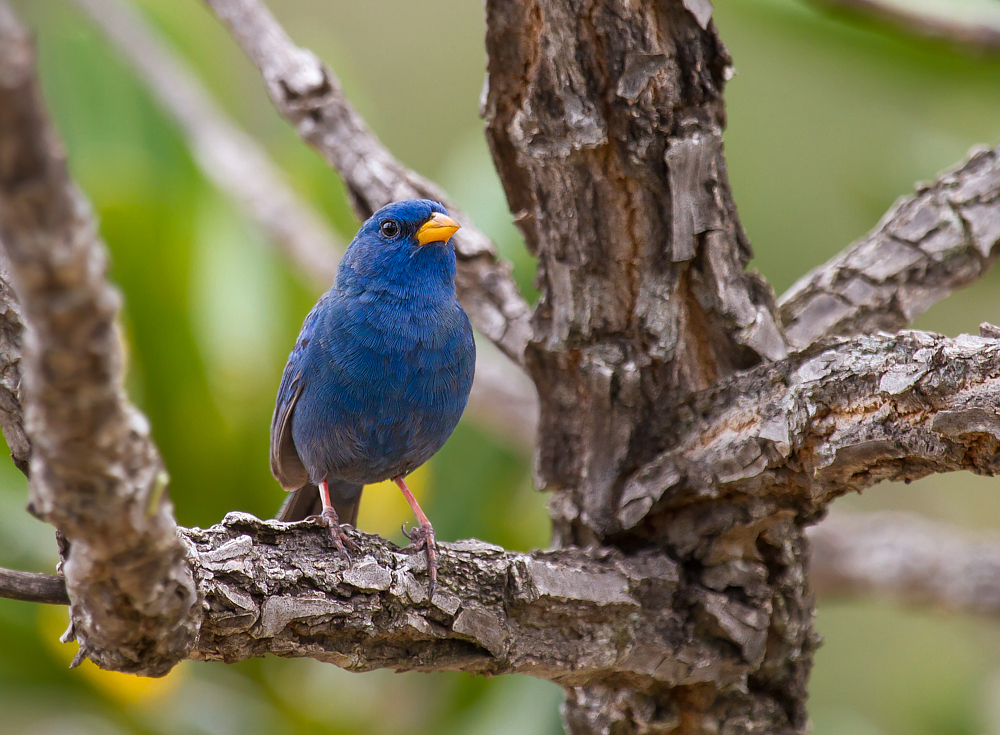
A campainha-azul é possivelmente a inspiração da lenda

O pássaro que possivelmente representa a lenda, a campainha-azul (Porphyrospiza caerulescens), é conhecida por diversos outros nomes, como por exemplo, azulão-do-cerrado e azulinho-bico-de-ouro. Habitam áreas de cerrado brasileiro mas com grande focos na áreas de cerrado da região sudeste do Brasil.
Essa lenda foi contada em um vídeo documentário chamado "A lenda do pássaro azul" produzido pela Rio Preto em Foco Filmes com ilustrações do artista plástico Miguelavo. Na música, o tema também foi abordado: o rio-pretense Fernando Marques escreve no início do século XXI, e grava em CD, a Suíte Orquestral Riopretense - "A Lenda do Pássaro Azul" (Tempo Livre).
Gravuras, painéis e telas também resultaram da referida lenda, como o painel "A Lenda do Pássaro Azul" do artista plástico Antonio Hudson Buck, presente no Acervo da Catedral de São José do Rio Preto e Obra de Orlando Fuzinelli.